# 学生割引
学生割引（がくせいわりびき）とは、学生・生徒を対象に提供される割引制度のことである。一般に学割（がくわり）と略されることが多い。

## 概要
学生割引は主として交通機関の運賃に適用される。これは、通学や帰省、あるいは就職や進学のための受験等で、経済的な能力のない学生の負担を減らすためである。したがって、交通機関を利用する長期の旅行のために学校が発行する割引証は、長期休暇での利用を前提にしているためその枚数が限られている。
学生割引は、交通機関以外にも様々な業種・サービス等で実施されている。その背景には、今後、社会人になっていく学生に対し様々なサービスを優遇することにより、長期的な顧客として確保しようという考えもある。学生・生徒ら将来を担う人たちのために、教育と学習機会を提供するという意味で割引、もしくは無料になっている教育施設も少なくない。
またある程度の割引については、単純にその方が経済的に合理的である（つまり儲かる）こともあり、それを目的として学割を設定することも考えられる。これは一般に収入の低い者の方が需要の価格弾力性が高いことによる。つまり一般に収入が低いものの方が、購入には価格が重要な要素となっており、価格を下げることでより多くの顧客を獲得できるため、最も利益を上げられる価格が異なる。
例としてある入場券を考えると以下のようになる。
- 1000円であれば、100人の低所得者と100人の高所得者がこの券を買うとする。この場合売上は20万円である。
- 800円にすると、130人の低所得者と110人の高所得者がこの券を買う。この場合売上は19万2千円である。
- ここで高所得者には1000円で、低所得者には800円で売れば、100人の高所得者と130人の低所得者が購入し、売上は20万4千円と上記の二つのパターンより高くなる。

このように集団によって需要の価格弾力性が異なる場合には、それぞれの集団に最適となる価格を設定することで、利益を最大化できる。ただし、所得それ自体を見極めるのは難しく、また顧客を区別することについて、高い価格を課されるものに不公平感などを感じさせることとなっては問題である。そこで、学生が一般的に収入が低いことに着目して、判別が容易でかつ（教育のためなどとして）社会的に認められる区別方法として、学生であるから割引することで利益を増大させていると考えられる。
対象は概ね一条校が対象であり、自動車学校などは対象外であるが、大学校、特別支援学校（盲学校、聾学校、養護学校）、国際学生証所持者、予備校生など広義の学生を対象とすることもある。多くは大学生の年齢（概ね24歳）を上限とすることが多いが、事業者によっては夜間や通信制の学部を考慮して在籍していれば年齢不問としたり、職業訓練のための機関、警察・消防・軍の内部教育のための機関も対象に含めることがある。
字の通り学生を対象としたサービスであるため、中学3年生を除く15歳以上25歳未満で割引適用の際には学生証など証明が必要な場合が多い。義務教育期間中の場合は年齢のみ確認で認められる場合もある。割引によっては乳幼児・未就学児も含まれることもある。

## 日本の学生割引

### 鉄道

#### 学生割引乗車券

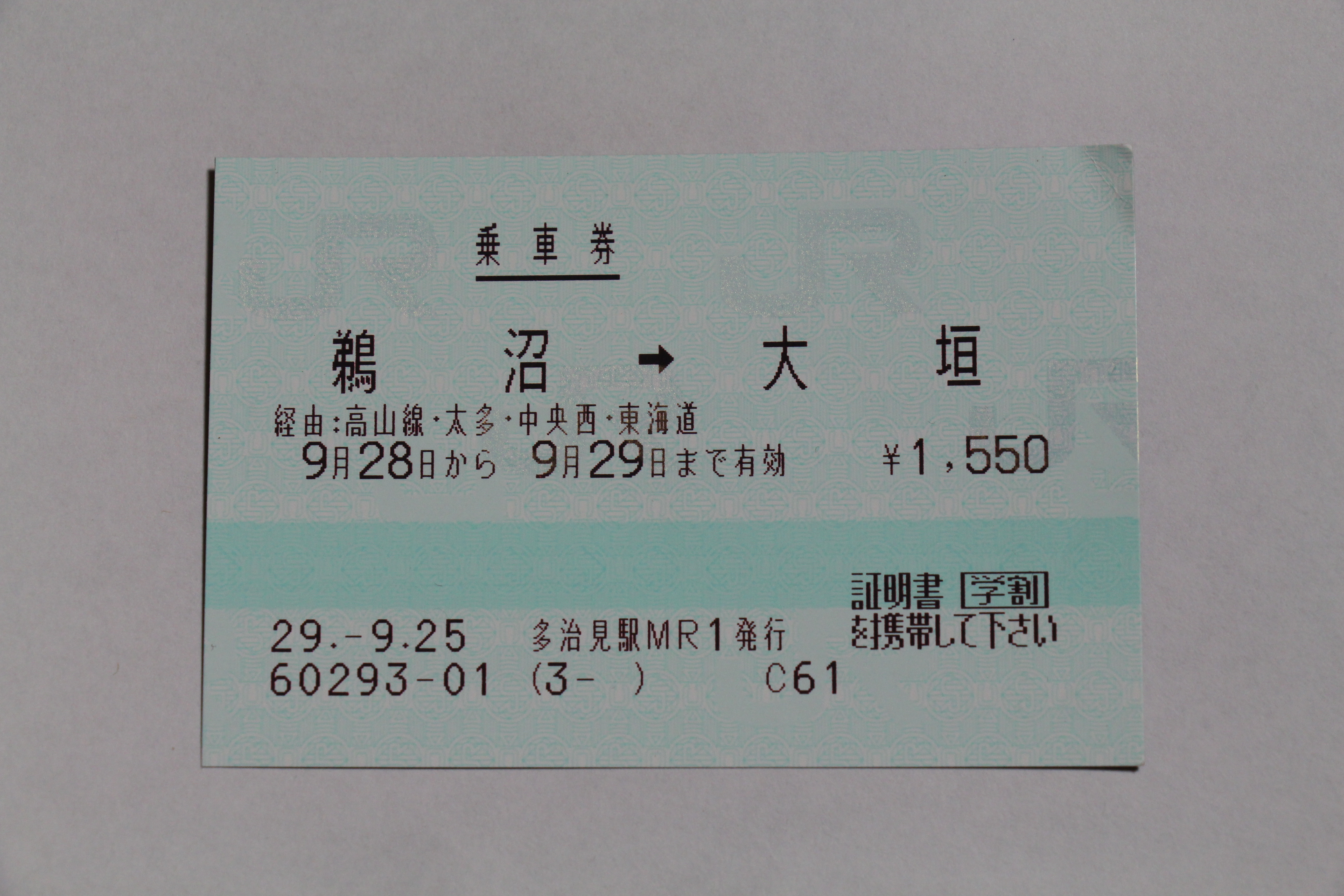
JRの学生割引乗車券。 鵜沼駅から大垣駅までは最短経路である高山線・東海道経由では営業キロが101キロ未満であるため学生割引を適用できないが、この乗車券の場合高山線・太多線・中央西・東海道経由であるため営業キロが101キロ以上となり学生割引を適用することができる。

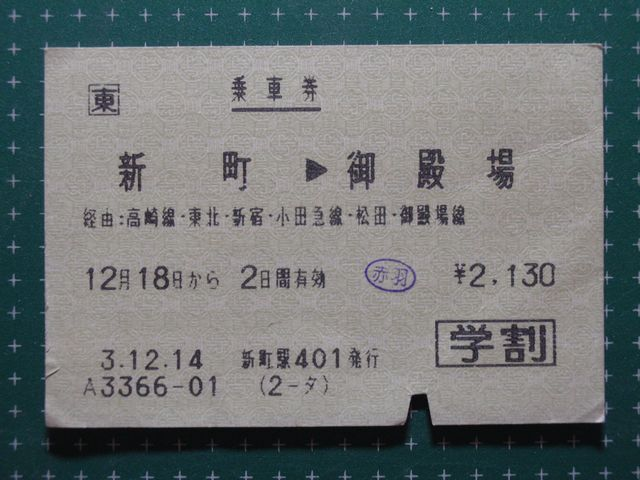
学生割引が適用されたJRの乗車券（途中に小田急小田原線を挟む通過連絡運輸）の例。高崎線新町駅から御殿場線御殿場駅へ小田急小田原線（「あさぎり」号で新宿駅→松田駅）を経由する。
JR線の新町 - 新宿間97.5キロと松田 - 御殿場間25.3キロを足すと122.8キロとなり、学割の対象となる。金額の左側の「赤羽」は同駅で途中下車したことを示す印。

- 鉄道事業者（JR各社、青い森鉄道[3]、東武鉄道、名古屋鉄道、近畿日本鉄道）から指定を受けた学校等（いずれも一部の通信制を含む学校教育法第一条に定める中学校・義務教育学校（後期課程）・高等学校・中等教育学校・大学・高等専門学校・特別支援学校・専修学校）の学生・生徒で、運賃計算に使用した片道営業キロが100kmを超えている場合、片道、往復、または連続乗車券の該当券片、以上の各普通乗車券の運賃が大人の2割引(JRのみ10円未満切り捨て、他社は切り上げ)になる。
- 運賃計算に使用した片道営業キロが601kmを超えている場合は、1割引の往復割引も適用される。この場合の運賃計算方法は、 (1) まず往復割引として、往路および復路のそれぞれについて、大人運賃から1割引（10円未満切り捨て）し、 (2) 次に、往路及び復路のそれぞれについて、往復割引後の運賃からさらに2割引（再度10円未満切り捨て）する、という順序である。なお、割引の重複適用は禁止が原則であるが、学生割引・特別企画乗車券のジパング割引の2つのみ往復割引との併用ができる。
- ただし、JR各社と青い森鉄道にまたがる通過連絡学生割引往復割引乗車券の場合、青い森鉄道区間については学生割引による2割引（10円未満切り上げ）のみが適用となる。
- 学生割引は、各学校の事務室等で発行される「学生・生徒旅客運賃割引証」を事前に用意しておき、JRでは乗車券購入の際に出札窓口（みどりの窓口や話せる指定席券売機等）へ「学校学生生徒旅客運賃割引証」（学割証）を提出し、かつ学生証を提示することで割引が適用される。したがってSuica・ICOCA等の交通系ICカード全国相互利用サービス（タッチでGo!新幹線含む）で入場した場合は（ICに「生年月日」等を登録していても）適用されない。あくまで乗車券（運賃）のみの割引で、特急券や指定席券などは割引されない。
- ネット予約のエクスプレス予約（e特急券は利用可能）/スマートEX/新幹線eチケットの運賃+料金一体の企画乗車券は当制度を利用できない、ぷらっとこだまは切符でなく旅行商品なので利用できない。但し早割等で学割より割引率が高い場合がある（早割系は区間・期間・利用列車・席数制限がある。受験シーズンは問題なし）。
- 学生割引乗車券は、文部科学省の通達により使用目的の制限があるので注意が必要である。

#### 通学定期乗車券
通学定期乗車券は、鉄道事業者から指定を受けた学校等の学生・生徒で、購入時に学校長より許可がある通学証明書（学生証と一体型のタイプもある）を提示することによって割引額で購入できる。ただし、通学を目的とするため、発売区間は自宅の最寄り駅から学校の最寄り駅までに限定される。割引率は区間によって異なるが高校生の場合、JRでは概ね通勤定期から5割引、大手私鉄では7割引、中小私鉄や第3セクター鉄道では3割引である。

#### 通学回数乗車券

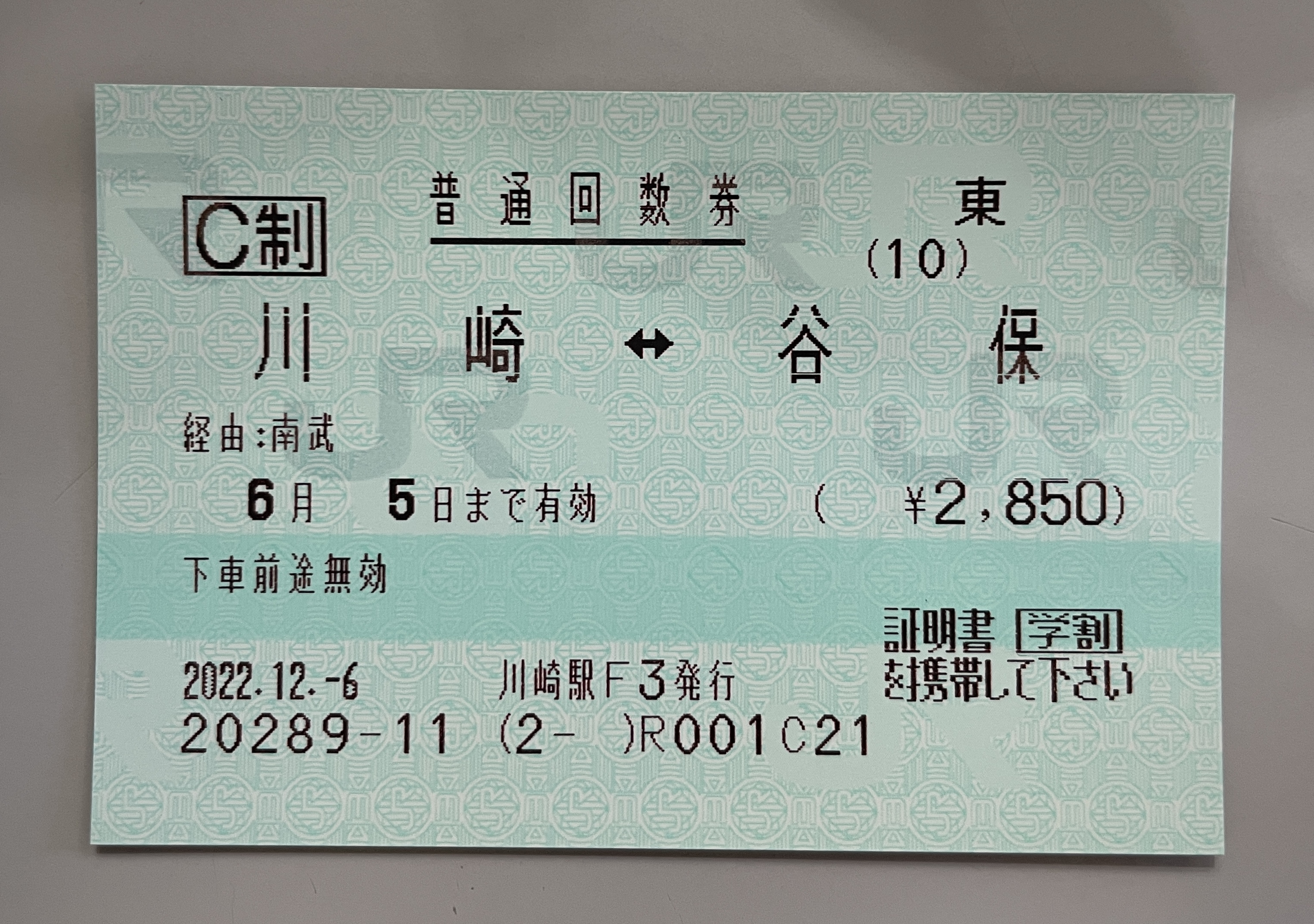
通学用回数券（通信制高等学校用）の例。

通学回数乗車券は、通信制学校（放送大学を含む）への通学者が利用できる。11枚綴りを10枚分の運賃で購入する。価格は通信制学校の場合、普通回数券（一般用）から5割引き、放送大学は2割引きであり、有効期限が3か月から6か月に伸びる。購入には学校長が発行する「学校学生生徒旅客運賃割引証（通信教育学校用）」を駅の窓口等に提出して購入する。

#### その他
- 東日本旅客鉄道（JR東日本）で発売されていた特別企画乗車券「三連休パス」の普通車用や「土・日きっぷ」では、大人用と子供用（発売額は大人用の1/4）のほかに中高生用（発売額は大人の半額）が設定されていた。この場合、購入時や利用時に就学を証明するもの（学生証で可）が必要となる。
- かつて発売されていた周遊きっぷでは、ゆき券・かえり券それぞれの運賃割引が元々設定されている2割引から3割引に引き上げられる制度もあった。ただし、経路に東海道新幹線を含む場合は、運賃計算に使用した各アプローチ券の片道営業キロが 600 km を超える場合のみ制度適用され、それ以下の営業キロでは同様に同券に設定された5分引きから2割引きに引き上げられていた。
- 学生ではないが親元を離れて就職した満20歳未満の勤労青少年に対して、夏季、年末年始の帰省のための勤労青少年旅客運賃割引制度があったが、2011年3月31日限りで廃止された[4]。

### 航空
日本では2023年3月1日現在、九州、沖縄方面に路線網を持つ航空会社であるソラシドエアが「予約ができるヤング割」という名称で発売している。学生であれば年齢制限はなく、満12歳以上（に達した小学6年生を含む）から22歳未満までの人も対象である。学校教育法第1条の規程による幼稚園を除く学校の学生および生徒、学校教育法第82条の2の規定によって設立された専修学校及び同法第83条の規定によって設立された各種学校の学生および生徒、さらに国際学生証を保持する人も対象としているため、制度上は日本国外の学生でも学生割引を受けられることになる。
ほかの日本の交通機関では、津軽海峡フェリー などごく一部を例外として、JR を含めほとんどの事業者で国際学生証を受け付けておらず、学生割引は受けられない。
スターフライヤーも「スター学割」という学生割引運賃があったが（国際学生証を保持する人も対象であった）、2015年10月25日搭乗分から満12歳以上満25歳未満を対象とした「スターユース」運賃が導入されるとともに、「スター学割」は廃止された。
類似した割引としてスカイメイト（青少年割引運賃）があるが、これは満12歳以上（に達した小学6年生を含む）から26歳未満までが対象の年齢制限割引であり、厳密には学生割引ではない。そのため、対象年齢であれば社会人でも利用することができる。
割引率は早割等には及ばないものの当日購入する航空券の中ではかなり安く設定されており普通運賃と比較して6割程度の高い割引率であるのも特徴である（離島を含むローカル線では採算の関係上35%程度、北海道エアシステムの一部路線や羽田 - 宮古/石垣路線の場合は75%〜80%などと路線によっても多少異なる）。また航空の場合、鉄道とは異なり障害者割引よりユース割引の方が安価に設定されていることが多い。
当日航空券を買った場合、小児普通運賃（割引率は大人普通運賃もしくは「フレックス運賃」の半額程度）より半額以下で購入できるスカイメイトの方が安い場合が多く、3−11歳の乗客が12−25歳の乗客より運賃が高額になるパターンも存在する。
大手航空会社である日本航空（JAL）、全日本空輸（ANA）は自社のマイレージ会員もしくは学生向けのクレジットカード保有者限定など割引を受ける条件は航空会社により多少異なるが基本的には年齢を証明できるものを持参すれば当日空港のカウンターで購入できることが多い（例：AIR DO、スターフライヤー、ソラシドエアなど）。ただし空席があることが条件である。またオリエンタルエアブリッジや天草エアラインといった中・小規模な航空会社でも同様の割引を行っている場合がある。
予約については予約可能な航空会社と不可能な航空会社が存在するため各航空会社に確認することをお勧めする。
なお、スカイマークの「U21直前割」は2022年に廃止された。また、アイベックスエアラインズはユース割引を設定していない。
格安航空会社（LCC）ではそもそも運賃が安価に抑えられているため、ユース割、学割等は存在しない。

### その他交通機関
鉄道や航空以外の交通機関でも、路線によっては学生割引の制度がある。
鉄道以外の交通機関の学生割引措置は、あくまで営業施策の一環であり、鉄道のように必ずしも「学生・生徒旅客運賃割引証」を必要としない反面、鉄道運賃より安価で発売していることや、JRバスグループの「青春ドリーム号」のように廉価な運賃を設定している場合、学割の設定がない場合もある。
- 長距離フェリー航路では、2等席については「学生・生徒旅客運賃割引証」の提出、あるいは学生証の提示で割引が受けられる場合がある。
- 長距離夜行高速バスでは、学割運賃が設定されている路線も多いが、ない場合もある。

### 携帯電話
- ガク割
  - KDDI、および沖縄セルラー電話(以下、各au)の携帯電話料金割引サービス。2007年当時の主力サービスとなっていたCDMA 1X WIN（現・au 3G）は対象外、CDMA 1X（現・au 3G）のみ対象となっていた。基本料金や通話料金等が割引になる。店頭で学生証を提示することで適用された。
- 学生割引
  - SoftBankの「オレンジプラン(WX)」での電話料金割引サービスである。内容はauの「ガク割」と同じである。
  - （15歳未満）2019年9月〜11月15日（25歳以上11月20日終）
  - （15歳未満）2020年1月10日〜2月12日（25歳未満2月25日終）※ソフトバンク時（3月5日）

#### 期間限定のキャンペーン
- ホワイト学割
  - SoftBankの「ホワイトプラン」での期間限定携帯電話料金割引サービス。申込期間は2008年2月1日から9月30日までである。iPhone 3Gは対象外。新規加入から3年間、ホワイトプラン基本使用料が無料になり、パケット定額サービスが割引になる。ただし、「S！ベーシックパック(税別300円/月)」と「パケットし放題(税別0円～4,000円/月)」に加入しなければならない。2009年には「ホワイト学割 with 家族」、2010年以降は「ホワイト学割 with 家族 XXXX(西暦年)」の名称でキャンペーンを行った。それぞれの詳しい内容はホワイト学割の項を参照。
- ガンガン学割→ともコミ学割→auの学割
  - auのCDMA 1x WIN（現・au 3G）用メール定額プランであるプランEに適用される学生割引。小学生以上の学生(当該年4月からの新小学1年生も含む)および、キャンペーン期間中に新規契約した家族は基本使用料が3年間372円/月（税別）となる。申込期間は2009年2月9日～5月9日である。誰でも割の契約が必要である。2010年・2011年にも同様のキャンペーンを実施した。2012年は名称が「ともコミ学割」となり、ホワイトプランのau版に相当するプランZシンプルに適用。なお、2013年以降は名称が「auの学割」となり、ホワイトプランのau版に相当するプランZシンプル、およびLTEプラン、誰でも割、auスマートパス[注釈 5] に適用される。
- タイプシンプル学割　（2010年度）
- 応援学割　（2011年度）
  - NTTドコモのFOMA用メール使いホーダイプランであるタイプシンプルに適用される学生割引[9]。ひとりでも割50またはファミ割MAX50の契約が必要で、小学生以上の学生および、キャンペーン期間中に新規契約した家族は基本使用料税別372円/月（税別）でメールが定額となっていた。2011年度は更にドコモ スマートフォンでのパケ・ホーダイダブルの上限額が500円（税別）安くなる。申込期間は2010年2月1日～5月31日、2011年1月28日～5月31日である。

### コンピュータ関連

#### ソフトウェア
- アカデミックパッケージ
  - 特別価格で購入する事の出来るソフトウェア製品。学生証や勤務校・所属機関の職員証を提示する事で購入する事が出来る。また、学生・生徒の他、学校、大学校、教育委員会、教育研究所、博物館、公民館、図書館、職業能力開発校などの教育訓練機関・教育施設が購入する際や、それらの施設等の教職員が個人で購入する場合にも適用される。ソフトウェアを教育のために利用することを目的としているので、通常の学生割引とは趣旨が異なる。多くは割引価格であるが、オートデスクのように実習3年間に限り無料という形態もある[2]。

#### ハードウェア
- Apple Store for Education
  - 主にAppleの直営店、またはオンラインの Apple Store for Education で実施されるもので、MacやiPadシリーズが数%割引になる。入学シーズンにキャンペーンが行われることもある。

#### インターネット
- So-net、BIGLOBE など、一部インターネットサービスプロバイダで、学生に対する料金を割り引くところがある。

### 博物館・美術館
※社会教育施設
- 割引入場券
  - 各施設によって扱いは異なるが、学生証を提示するのが一般的である。公立の教育施設では、その都道府県民あるいは市区町村民であって子供・学生である場合に、入場無料のところもある。
- 国立美術館キャンパスメンバーズ

### 娯楽施設
- 映画館、レジャー施設では、子供・学生料金が設定されており、学生証を提示するのが一般的である。

### 興業
- 劇団四季では、値引きされた学生席の販売をしている。
- クラシック音楽のコンサート、オペラの一部で、割引が受けられる。音楽大学の学生には、更に割り引かれたチケットが販売されることもある。

### 飲食
- 高等学校や大学等の食堂、特に学生食堂（学食）では市価よりも安く食事が出来る。これは日本以外の多くの国の大学でも同様である。ドイツの大学の学食、「メンザ」は旅行者にも知られている。

## ヨーロッパの学生割引

### フランスの学生割引
フランスでは学生証を提示すれば美術館、観光スポット、イベント、公共交通機関などで割引を受けることができることが多い。

### ドイツの学生割引
ドイツでは学生証を提示すれば博物館、美術館、公共交通機関などで割引を受けることができることが多い。

### クロアチアの学生割引
クロアチアでは約120の博物館で学生割引が設定されている（2017年現在）。

### スロヴェニアの学生割引
スロヴェニアでは約20の博物館で学生割引が設定されている（2017年現在）。
スロヴェニアでは多くのレストランで学生割引(študentski boni)を利用することができる。海外からの留学生を含め、大学生及び大学院生のみ利用が可能であり、指定の場所で登録をする必要がある。2018年現在、登録所はスロヴェニア全体で18カ所あり、専用カード発行もしくはスロヴェニアで利用が可能な携帯電話で登録することができる。カード発行の場合は15€の登録料金が必要。一日ごとの利用回数の上限は2回で、再利用するには前回の使用から4時間経過している必要がある。主に会計時にBoniの認証をするが、顔写真付きの身分証明書を提示する必要がある。

## カナダの学生割引
カナダの博物館や美術館では学生割引が設定されていることが多い。

## ニュージーランドの学生割引
ニュージーランドの長距離バスでは学生証を提示すれば20%オフ程度の割引を受けることができる。